# 抹冒镇区
抹冒镇区，又译莫冒镇区或莫茂镇区，為緬甸克欽邦八莫縣下辖的一个鎮區。2014年人口62,914人，區域面積2,682.4平方公里。該鎮区下辖266個村莊。抹冒為該鎮区首府。